# Конрад, Уильям
Уильям Конрад (англ. William Conrad), имя при рождении — Джон Уильям Кэнн-младший (англ. John William Cann Jr.) (27 сентября 1920 года — 11 февраля 1994 года) — американский актёр, продюсер и режиссёр, карьера которого на радио, в кино и на телевидении охватила пять десятилетий. Более всего Конрад известен по заглавной роли детектива в многолетнем телесериале «Кэннон» (1971—1976).
Конрад начал свою карьеру на радио в 1940 году, и в «золотую эпоху радио» 1940-50-х годов стал «одной из суперзвёзд, сыграв более чем в 7500 радиопрограммах». Самой знаменитой ролью Конрада на радио была роль маршала Мэтта Диллона в вестерне «Дымок из ствола» (1952—1961).
В 1946 году Конрад начал сниматься в кино, главным образом, в характерных ролях, где его первой заметной работой стала роль киллера в классическом фильме нуар «Убийцы» (1946), за которой последовали роли в нуарах «Тело и душа» (1947), «Извините, ошиблись номером» (1948), «Напряжённость» (1949), «Крик об опасности» (1951) и приключенческом триллере «Обнажённые джунгли» (1954).
Конрад был признанным закадровым рассказчиком как в кино, так и на телевидении. Его голос звучит, в частности, в мультипликационном телесериале «Рокки и его друзья» (1959—1961), сериалах «Этот человек Доусон» (1959—1960) и «Беглец» (1963—1967).
В 1971 году он вернулся к актёрской игре, и «неожиданно стал звездой телесериала „Кэннон“, именно по этой роли его главным образом и помнят».
«После того, как он много лет подряд с успехом играл заглавную роль в детективном телесериале „Кэннон“ (1971—1976), в 1981 году в течение одного сезона он исполнял роль более знаменитого дородного детектива в еженедельном сериале „Ниро Вульф“. Последним телесериалом Конрада, также криминальным и достаточно успешным, был „Джейк и Толстяк“ (1987—1991)».

## Ранние годы жизни
Уильям Конрад родился под именем Джон Уильям Кэнн-младший 27 сентября 1920 года в Луисвилле, штат Кентукки, в семье владельцев кинотеатра, благодаря чему в детстве много смотрел фильмов. Когда Конрад учился в старших классах школы, семья переехала в южную Калифорнию. Он поступил в Колледж Фуллертона в округе Ориндж, штат Калифорния, где специализировался на драме и литературе.
В 1940 году Конрад начал свою карьеру в качестве ведущего и режиссёра на радиостанции KMPC в Лос-Анджелесе, а в 1943 году стал лётчиком-истребителем ВВС США. В 1945 году он демобилизовался в ранге капитана ВВС, закончив службу в качестве продюсера-режиссёра Радиослужбы Вооружённых сил.

## Карьера на радио
«Обладавший глубоким и богатым голосом Конрад, начиная с 1944 года, много и успешно работал в качестве исполнителя на радио». «По оценке самого Конрада, он сыграл на радио более 7 тысяч ролей. Даже если это и преувеличение, его хриплый, звучный голос можно услышать в бесчисленных радиопрограммах».
На радио Конрад отличался большой разносторонностью ролей, он, в частности, имел постоянные роли в шпионской драме «Человек по имени Икс» (1944—1948), приключенческой драме «Граф Монте Кристо» (1947—1948), мрачных триллерах «Побег» (1947—1954) и «Саспенс» (1942—1962). «В одной из серий антологии „Саспенс“ в 1956 году он даже озвучил все роли».
Конрад играл в двух криминальных радиосериалах Джека Уэбба: «Джонни Модеро, Пирс 23» (1947) он играл крутого детектива Варчека, а в музыкальном детективе из 1920-х годов «Блюз Пита Келли» (1951) исполнял роли различных мафиози. Он также часто работал в сериале Джека Уэбба «Облава», который шёл на радио в 1949—1957 годах. В 1948 году он играл газетного редактора, противостоящего репортёру в исполнении Дика Пауэлла в радиодраме «Первая полоса» (1948).
Однако, наиболее выразительно и памятно, запоминающийся глубокий голос Конрада звучал в роли маршала Мэтта Диллона в радиосериале «Дымок из ствола», который шёл в эфире с апреля 1952 по июнь 1961 года. Образ маршала Диллона стал «самым впечатляющим достижением» в его радиокарьере, и Конрад «упорно добивался, чтобы получить главную роль и в телеверсии, но его лысеющая голова, круглое лицо с усами и обильное тело не вписывалось в представление телепродюсеров о герое вестерна. Тем не менее, для тех, кто помнит радиосериал, жёсткая манера речи уставшего от жизни человека в исполнении Конрада навсегда останется истинным голосом маршала Диллона».

## Карьера в кино

### Актёрская карьера
«Дородный, с мятым лицом, откровенный чревоугодник, Конрад имел постоянную проблему с весом (при росте 171 сантиметр он весил 120 килограмм), что естественным образом препятствовало тому, чтобы играть существенные и главные роли в кино»."По причине своего массивного внешнего вида и бегающим глазам его часто приглашали на роли мерзких и пугающих злодеев". В итоге «Конрад сделал себе имя в Голливуде как характерный актёр, начиная с памятного дебюта в качестве киллера в классическом фильме нуар Роберта Сиодмака „Убийцы“ (1946)», «направленного, чтобы покончить с Бертом Ланкастером в его обветшалом жилище».
Хотя кинороли Конрада охватывали различные жанры, всё-таки он тяготел к ролям тёмных личностей, в частности, в фильмах нуар «Тело и душа» (1947), «Извините, ошиблись номером» (1948) и «Крик об опасности» (1951). В «Извините, ошиблись номером» он был мафиози, в вестерне «Джонни Кончо» (1956) — стрелком-убийцей, а в «Крике об опасности» (1951) — подлым владельцем ночного клуба Луи Кастро, утверждавшим, что «он на 60 % легален». В фильме нуар «Рэкет» (1951) он предстал в образе коррумпированного инспектора штата Тёрка, который работал на мафиозный синдикат. «Когда он не был откровенным злодеем, Конрад играл таких персонажей, как прожжённый промоутер боксёрских боёв Куинн в „Тело и душа“ (1947), обречённый уполномоченный провинции в приключенческом триллере „Обнажённые джунгли“ (1954)» или отягощённый проблемами шериф в вестерне «Дорога обратно» (1957).
Конрад также сыграл различные роли в фильмах нуар «Напряжённость» (1949), «Дорога с односторонним движением» (1950), «Звонить 1119» (1950), «Крик преследуемого» (1953) и «Пятеро против казино» (1955). Другими его работами в кино стали мелодрама «Ист-сайд, вест-сайд» (1949), исторический экшн «Одинокая звезда» (1952), мелодрама «Песня пустыни» (1953). Его актёрская карьера включала также роли в вестернах «Джонни Кончо» (1956) и «Путь назад» (1957). В конце 1959 года Конрад исполнил редактора в поставленной Джеком Уэббом газетной драме «-30-» (1959).
С 1960 года Конрад выступал в кино только в качестве закадрового рассказчика, появившись на большом экране ещё лишь дважды: в криминальной драме «Самогонный экспресс» (1977) и триллере «Машины-убийцы» (1986).
Голос Конрада за кадром звучит, в частности, в таких художественных фильмах, как военная эпопея «Битва в Арденнах» (1965) и получивший много негативных отзывов «Гудзонский ястреб» (1991) с участием Брюса Уиллиса.

### Продюсер и режиссёр
В конце 1950-х годов Конрад заключил контракт со киностудией «Уорнер бразерс», где стал заниматься продюсерской и режиссёрской деятельностью. Будучи продюсером и режиссёром студии в течение 15 лет, Конрад «грамотно производил в большом количестве низко- и среднебюджетные жанровые картины».
В частности, как продюсер Конрад создал такие художественные фильмы, как криминальные драмы «Американская мечта» (1966) и «Сделка со смертью» (1967), военная драма «Готов драться первым» (1967) и музыкальная комедия «Крутые» (1967).
Как режиссёр (и одновременно продюсер) Конрад поставил в 1965 году три криминальных фильма: мистическую драму «Моя кровь стынет», триллер «Мозговой шторм» и хоррор «Двое на гильотине». Наиболее значимым его фильмом был «Мозговой штурм» (1965), «современный фильм нуар, который заслужил признание как малый шедевр 1960-х годов» и ставший «последним, существенным вкладом в длинную линию фильмов нуар, начавшуюся в конце Второй мировой войны».
В 1968 году Конрад был исполнительным продюсером фильма «Обратный отсчёт» (1968), увлекательной драмы о космической программе с Джеймсом Кааном и Робертом Дювалем в главных ролях, которая обозначила первый фильм Роберта Олтмэна, сделанный на крупной киностудии.
Глава киностудии «Уорнер бразерс» Джек Уорнер в знак признательности за работу Конрада на студии подарил ему одну из двух свинцовых статуй сокола, которые использовались в фильме «Мальтийский сокол» (1941). Сокол стоял на книжной полке в доме Конрада с 1960-х годов. После смерти Конрада статуэтка была продана на аукционе «Кристис» за 398.500 долларов в декабре 1994 года. В 1996 году покупатель статуэтки Рональд Винстон из ювелирной компании Harry Winston, перепродал её неизвестному европейскому коллекционеру с огромной прибылью — за 1 миллион долларов.

## Карьера на телевидении

### Закадровый рассказчик
Голос Конрада, вероятно, был известен не менее хорошо, чем его внешний облик. «Уверенная манера речи Конрада после радио сделала его ценным закадровым рассказчиком и в эпоху телевидения».
В 1959-60 годах он был рассказчиком 33-серийного криминального сериала «Этот человек Доусон» (1959—1960), посвящённого борьбе с коррупцией в полицейских рядах. С 1959 по 1964 годы Конрад закадровым голосом обеспечивал весёлое и волнующее повествование в мультсериале «Рокки и его друзья» (1959—1961) и его сиквеле «Шоу Бульвинкла» (1961—1964). «Несколько поколений поклонников мультфильма „Рокки и Бульвинкл“ высоко ценили его удачный рассказ о приключениях этих мультипликационных персонажей».
С 1963 по 1967 годы в 120 сериях криминально-приключенческой теледрамы «Беглец» Конрад «еженедельно рассказывал о похождениях доктора Ричарда Кимбла», несправедливо приговорённого к смертной казни врача, которому удалось бежать из-под охраны и вступить в борьбу за поиск правды, одновременно скрываясь от стражей закона.
На протяжении десятилетий Конрад был закадровым рассказчиком многих сериалов, среди них документальный сериал о животных «Дикий дикий мир зверей» (1973—1976, 129 эпизодов) и антология фантастики и ужасов «Истории о неожиданном» (1977, 8 эпизодов), где он также был ведущим в студии. В 1979 году он был рассказчиком пилотного телефильма и 11 первых эпизодов первого сезона популярного фантастического телесериала «Бак Роджерс в XXV веке» (1979).

### Продюсерская и режиссёрская работа
"Поскольку его тучность полностью исключала исполнение ролей здоровых и крепких парней, таких как маршал Мэтт Диллон из вестерна «Дымок из ствола», в 1960-е годы Конрад начал сосредотачиваться на режиссёрской и продюсерской работе, по иронии судьбы, поставив и два эпизода этого телесериала.
На телевидении Конрад был продюсером и режиссёром криминального сериала «Этот человек Доусон» (1959—1960, 19 эпизодов) и вестерна «Клондайк» (1960—1961, 6 эпизодов). В 1962—1963 годах Конрад поставил 22 эпизода телеантологии «Истории журнала „True“». В 1963-64 годах Конрад был продюсером 15 эпизодов телесериала о частном сыщике «Сансет стрип, 77», а в 1964 году продлил сериал ещё на один сезон, организовав постановку в качестве продюсера ещё 6 эпизодов.
Конрад также был режиссёром многих телесериалов конца 1950-х и начала 1960-х годов, включая вестерн «Бэт Мастерсон» (1959—1961, 4 эпизода), полицейский процедурал «Обнажённый город» (1961), драму «Шоссе 66» (1961), журналистское расследование «Цель: коррупционеры!» (1961—1962, 8 эпизодов) и вестерны «Есть оружие — будет путешествие» (1962—1963, 6 эпизодов) и «Темпл Хьюстон» (1963, 5 эпизодов).

### Актёрская карьера
«Уильям Конрад стал телезвездой сравнительно поздно», «значительно чаще на телевидении он играл гостевые роли в телефильмах, пилотных картинах и различных сериалах, обычно, в криминальных драмах», в том числе собственной постановки.
В 1962 году Конрад сыграл главные роли в одном из эпизодов телеантологии «Альфред Хичкок представляет» и в одном эпизоде «Цель: коррупционеры!», в 1963-64 годах он сыграл в двух эпизодах «Сансет стрип, 77» и в 1964 году — в одном эпизоде «Темпл Хьюстон», в 1969 году — в одном эпизоде сериала «Название игры».
В 1970-е годы взошла звезда Конрада, когда он сыграл главные роли в трёх успешных детективных телесериалах, которые принесли ему широкую известность. «Первым был телесериал „Кэннон“ (1971—1976, 120 эпизодов), во время съёмок которого его вес вырос с 230 до 260 фунтов или более. Именно в качестве толстого, лысеющего детектива Фрэнка Кэннона Конрад обрёл славу на малом экране». «Конрад наполнил своего обладающего жёсткой манерой речи, строгого персонажа достаточной человечностью и остроумием, чтобы сделать сериал увлекательным», создав образ «представительного и спокойно методичного детектива и впечатляюще обходительного дамского угодника». «„Кэннон“, который начался с одноимённого телефильма в 1970 году, стал одной из самых успешных программ в своём жанре». Планировавшийся сиквел этого телесериала «Возвращение Фрэнка Кэннона» (1980), однако, не вышел за пределы пилота в формате полнометражного телефильма.
В 1981 году в течение восьми месяцев Конрад играл «замкнутого, выращивающего орхидеи детектива Ниро Вульфа» в одноимённом сериале по произведениям американского классика детективного жанра Рекса Стаута.
«Для более молодого поколения зрителей Конрад, может быть, более известен по роли жёсткого и придирчивого окружного прокурора Джейсона Лочинвара „Толстяка“ МакКейба (в Лос-Анджелесе, на Гавайях и снова в Лос-Анджелесе) в телесериале „Джейк и Толстяк“» (1987—1992, 103 эпизода), партнёром которого был красивый, весёлый и лёгкий на подъём специальный следователь Джейк Стайлс в исполнении Джо Пенни.
На телевидении Конрад также сыграл заметные или главные роли в таких фильмах, как мистический триллер «Братство колокола» (1970), криминальная драма «Окружной прокурор: заговор с целью убийства» (1971), фильм ужасов «Ночные крики» (1978), шпионский триллер военного времени «Кифер» (1978), криминальный триллер «Бэттлз: убийство, которое не умрёт» (1980) и детектив «Таддеуш Смит» (1980). В 1982 году он сыграл главную роль в телевизионной музыкальной комедии «Микадо».

## Личная жизнь
Уильям Конрад был «скромным человеком с хорошим чувством юмора и никогда не боялся высказать своё мнение».
Конрад был женат трижды. Во втором браке с бывшей манекенщицей Сьюзен Рэндалл (1940—1979) и у него родился один сын Кристофер. В 1980 году Конрад женился на Типтон «Типпи» Стрингер (1930—2010), бывшей телеведущей, которая вплоть до смерти Конрада вела его дела.

## Смерть
Уильям Конрад умер 11 февраля 1994 года в Лос-Анджелесе от хронической сердечной недостаточности. Похоронен на террасе Линкольна кладбища Голливуд-Хиллз.

## Фильмография

### Актёр
| Год       | Название                                              | Оригинальное название                                   | Примечание                                 | Роль                                                 |
| --------- | ----------------------------------------------------- | ------------------------------------------------------- | ------------------------------------------ | ---------------------------------------------------- |
| 1945      | Подушка для отправки                                  | Pillow to Post                                          |                                            | В титрах не указан                                   |
| 1946      | Убийцы                                                | The Killers                                             |                                            | Макс                                                 |
| 1947      | Тело и душа                                           | Body and Soul                                           |                                            | Куинн                                                |
| 1948      | Триумфальная арка                                     | Arch of Triumph                                         |                                            | Полицейский (в титрах не указан)                     |
| 1948      | Победителю                                            | To the Victor                                           |                                            | Фарнсворт                                            |
| 1948      | Четверо на Запад                                      | Four Faces West                                         |                                            | Шериф Игэн                                           |
| 1948      | Извините, ошиблись номером                            | Sorry, Wrong Number                                     |                                            | Морано                                               |
| 1948      | Жанна д’Арк                                           | Joan of Arc                                             |                                            | Гийом Эрар, обвинитель                               |
| 1949      | Крупная ставка                                        | Any Number Can Play                                     |                                            | Фрэнк Систина                                        |
| 1949      | Напряжённость                                         | Tension                                                 |                                            | Лейтенант Эдгар Гонзалес                             |
| 1949      | Ист-сайд, Вест-сайд                                   | East Side, West Side                                    |                                            | Лейтенант Джейкоби                                   |
| 1950      | Побег                                                 | Escape                                                  | Телесериал                                 | Рассказчик                                           |
| 1950      | Дорога с односторонним движением                      | One Way Street                                          |                                            | Олли                                                 |
| 1950      | Молочник                                              | The Milkman                                             |                                            | Майк Моррел                                          |
| 1950      | Звонить 1119                                          | Dial 1119                                               |                                            | Чаклз                                                |
| 1951      | Крик об опасности                                     | Cry Danger                                              |                                            | Кастро                                               |
| 1951      | Меч Монте Кристо                                      | The Sword of Monte Cristo                               |                                            | Майор Николе                                         |
| 1951      | Рэкет                                                 | The Racket                                              |                                            | Детектив, сержант Тёрк                               |
| 1952      | Одинокая звезда                                       | Lone Star                                               |                                            | Мизетт                                               |
| 1953      | Крик преследуемого                                    | Cry of the Hunted                                       |                                            | Гудвин                                               |
| 1953      | Песня пустыни                                         | The Desert Song                                         |                                            | Лашмед                                               |
| 1954      | Обнажённые джунгли                                    | The Naked Jungle                                        |                                            | Комиссионер                                          |
| 1954      | История Боба Матиаса                                  | The Bob Mathias Story                                   |                                            | Рассказчик (в титрах не указан)                      |
| 1955      | Пятеро против казино                                  | 5 Against the House                                     |                                            | Эрик Берг                                            |
| 1956      | Завоеватель                                           | The Conqueror                                           |                                            | Казар                                                |
| 1956      | Джонни Кончо                                          | Johnny Concho                                           |                                            | Тэллман                                              |
| 1957      | Путь назад                                            | The Ride Back                                           |                                            | Шериф Крис Хэмиш                                     |
| 1957      | Час зеро!                                             | Zero Hour!                                              |                                            | Рассказчик (в титрах не указан)                      |
| 1958      | Суровые всадники                                      | The Rough Riders                                        | Телесериал (1 эпизод)                      | Уэйд Хэккер                                          |
| 1958-1961 | Бэт Мастерсон                                         | Bat Masterson                                           | Телесериал (2 эпизода)                     |                                                      |
| 1959      | -30-                                                  | -30-                                                    |                                            | Джим Бэтгейт                                         |
| 1959-1960 | Этот человек Доусон                                   | This Man Dawson                                         | Телесериал (39 эпизодов)                   | Рассказчик                                           |
| 1959-1961 | Рокки и его друзья                                    | Rocky and His Friends                                   | Мультипликационный телесериал (34 эпизода) | Рассказчик                                           |
| 1961      | Акванавты                                             | The Aquanauts                                           | Телесериал (1 эпизод)                      | Кори                                                 |
| 1961-1964 | Шоу Буллвинкля                                        | The Bullwinkle Show                                     | Мультипликационный телесериал (5 эпизодов) | Рассказчик                                           |
| 1962      | Джеронимо                                             | Geronimo                                                |                                            | Рассказчик (в титрах не указан)                      |
| 1962      | Цель: коррупционеры!                                  | Target: The Corruptors!                                 | Телесериал (1 эпизод)                      | Дэн                                                  |
| 1962      | Есть оружие – будет путешествие                       | Have Gun—Will Travel                                    | Телесериал (2 эпизода)                     |                                                      |
| 1962      | Истории журнала «True»                                | GE True                                                 | Телесериал (1 эпизод)                      | Доктор Джеймс Фэллон                                 |
| 1963      | Альфред Хичкок представляет                           | Alfred Hitchcock Presents                               | Телесериал (1 эпизод)                      | Сержант Кресс                                        |
| 1963-1967 | Беглец                                                | The Fugitive                                            | Телесериал (120 эпизодов)                  | Рассказчик (в титрах не указан)                      |
| 1965      | Двое на гильотине                                     | Two on a Guillotine                                     |                                            | Толстяк в зеркальном зале (в титрах не указан)       |
| 1965      | Моя кровь стынет                                      | My Blood Runs Cold                                      | Helicopter Pilot (voice)                   | Голос пилота вертолёта (в титрах не указан)          |
| 1965      | Мозговой шторм                                        | Brainstorm                                              | Mental Patient                             | Пациент психиатрической клиники (в титрах не указан) |
| 1965      | Хоппити Хупер                                         | Hoppity Hooper                                          | Мультипликационный телесериал              | Рассказчик (в титрах не указан)                      |
| 1965      | Войска F                                              | F Troop                                                 |                                            | Рассказчик (в титрах не указан)                      |
| 1965      | Битва в Арденнах                                      | Battle of the Bulge                                     |                                            | Рассказчик (в титрах не указан)                      |
| 1966      | Палата ужасов                                         | Chamber of Horrors                                      |                                            | Рассказчик (в титрах не указан)                      |
| 1968      | Обратный отсчёт                                       | Countdown                                               |                                            | Голос телеведущего (в титрах не указан)              |
| 1969      | Шоу Дадли Ду-Райта                                    | The Dudley Do-Right Show                                | Мультипликационный телесериал              | Рассказчик                                           |
| 1969      | Название игры                                         | The Name of the Game                                    | Телесериал (1 эпизод)                      | Арнольд Векслер                                      |
| 1970      | Нужен вор                                             | It Takes a Thief                                        | Телесериал                                 | Голос комментатора (в титрах не указан)              |
| 1970      | Чизем                                                 | Chisum                                                  |                                            | Рассказчик (в титрах не указан)                      |
| 1970      | Братство колокола                                     | The Brotherhood of the Bell                             | Телефильм                                  | Барт Харрис                                          |
| 1970      | Высокий кустарник                                     | The High Chaparral                                      | Телесериал (1 эпизод)                      | Чайна Пирс                                           |
| 1970      | Адвокаты                                              | Men at Law                                              | Телесериал (1 эпизод)                      | Корнеди                                              |
| 1970      | Окружной прокурор: заговор убийства                   | D. A.: Conspiracy to Kill                               | Телефильм                                  | Шеф Винсент Ковач                                    |
| 1971      | О’Хара, казначейство США                              | O’Hara, U. S. Treasury                                  | Телефильм                                  | Киган                                                |
| 1971-1976 | Кэннон                                                | Cannon                                                  | Телесериал (120 серий)                     | Фрэнк Кэннон                                         |
| 1973      | Дымок из ствола                                       | Gunsmoke                                                | Телесериал (1 эпизод)                      | Рассказчик                                           |
| 1973-1975 | Барнаби Джонс                                         | Barnaby Jones                                           | Телесериал (2 эпизода)                     | Фрэнк Кэннон                                         |
| 1973-1976 | Дикий, дикий мир зверей                               | Wild, Wild World of Animals                             | Документальный телесериал (129 эпизодов)   | Рассказчик                                           |
| 1974      | История ФБР                                           | The FBI Story                                           | Телефильм (2 эпизода)                      | Рассказчик (в титрах не указан)                      |
| 1975      | Атака на террор: ФБР против Ку-Клукс-Клана            | Attack on Terror: The FBI vs. the Ku Klux Klan          | Телефильм                                  | Рассказчик (в титрах не указан)                      |
| 1976      | Как был завоёван Запад                                | The Macahans                                            | Телефильм                                  | Рассказчик                                           |
| 1977      | Город                                                 | The City                                                | Телефильм                                  | Рассказчик                                           |
| 1977      | Сила зла                                              | The Force of Evil                                       | Телефильм                                  | Рассказчик                                           |
| 1977      | Самогонный экспресс                                   | Moonshine County Express                                |                                            | Джек Старки                                          |
| 1977      | Создание «Звёздных войн»                              | The Making of Star Wars                                 |                                            | Рассказчик                                           |
| 1977      | Истории о неожиданном                                 | Tales of the Unexpected                                 | Телесериал (8 эпизодов)                    | Ведущий и рассказчик                                 |
| 1977-1978 | Как был завоёван Запад                                | How the West Was Won                                    | Телесериал                                 | Рассказчик (в титрах не указан)                      |
| 1978      | Ночные крики                                          | Night Cries                                             | Телефильм                                  | Доктор Уилан                                         |
| 1978      | Кифер                                                 | Keefer                                                  | Телефильм                                  | Кифер                                                |
| 1979      | Бак Роджерс в XXV веке                                | Buck Rogers in the 25th Century                         | Телефильм                                  | Рассказчик (в титрах не указан)                      |
| 1979      | Бунтари                                               | The Rebels                                              | Телефильм                                  | Рассказчик                                           |
| 1979-1981 | Бак Роджерс в XXV веке                                | Buck Rogers in the 25th Century                         | Телесериал (21 эпизод)                     | Рассказчик (в титрах не указан)                      |
| 1980      | Бэттлз: убийство, которое не умирает                  | Battles: The Murder That Wouldn’t Die                   | Телефильм                                  | Уильям Бэттлз                                        |
| 1980      | Возвращение короля                                    | The Return of the King                                  | Телефильм                                  | Лорд Денетор (голос)                                 |
| 1980      | Таддеуш Смит                                          | Turnover Smith                                          | Телефильм                                  | Таддеуш Смит                                         |
| 1980      | Возвращение Фрэнка Кэннона                            | The Return of Frank Cannon                              | Телефильм                                  | Фрэнк Кэннон                                         |
| 1980      | Жокей                                                 | Jockey                                                  | Документальный телефильм                   | Ведущий                                              |
| 1980      | Час Тарзана/Одинокого рейнджера                       | The Tarzan/Lone Ranger Adventure Hour                   | Мультипликационный телесериал              | Одинокий рейнджер (голос)                            |
| 1981      | Ниро Вульф                                            | Nero Wolfe                                              | Телесериал (14 эпизодов)                   | Ниро Вульф                                           |
| 1981      | Интермедия                                            | Side Show                                               | Телефильм                                  | Ведущий на ринге (голос)                             |
| 1982      | Кремация Сэма МакГи: стихотворение Роберта У. Сервиса | The Cremation of Sam McGee: A Poem by Robert W. Service | Короткометражка                            | Рассказчик                                           |
| 1982      | Полицейский отряд!                                    | Police Squad!                                           | Телесериал (1 эпизод)                      | Заколотый человек                                    |
| 1982      | Травма от шока                                        | Shocktrauma                                             | Телефильм                                  | Доктор Р. Адамс Коули                                |
| 1983      | Микадо                                                | The Mikado                                              | Телефильм                                  | Микадо                                               |
| 1983      | Травматический центр                                  | Trauma Center                                           | Телесериал (2 эпизода)                     | Рассказчик (в титрах не указан)                      |
| 1983      | Челозверь                                             | Manimal                                                 | Телесериал (4 эпизода)                     | Рассказчик (в титрах не указан)                      |
| 1984      | Она написала убийство                                 | Murder, She Wrote                                       | Телесериал (1 эпизод)                      | Майор Анатоль Карзоф                                 |
| 1985      | Как Флинн                                             | In Like Flynn                                           | Телефильм                                  | Сержант Доминик                                      |
| 1986      | Отель                                                 | Hotel                                                   | Телесериал (2 части)                       | Арт Паттерсон                                        |
| 1986      | Машины-убийцы                                         | Killing Cars                                            |                                            | Мистер Махоуни                                       |
| 1986      | Месть: история Тони Чимо                              | Vengeance: The Story of Tony Cimo                       | Телефильм                                  | Джим Данн                                            |
| 1986      | Мэтлок                                                | Matlock                                                 | Телесериал (2 части)                       | Окружной прокурор Джеймс Л. МакШейн                  |
| 1987      | Разбойник                                             | The Highwayman                                          | Телефильм                                  | Рассказчик (в титрах не указан)                      |
| 1987      | Разбойник                                             | The Highwayman                                          | Телесериал                                 | Рассказчик (в титрах не указан)                      |
| 1987-1992 | Джейк и Толстяк                                       | Jake and the Fatman                                     | Телесериал (103 эпизода)                   | Джейсон Лочинвэр «Толстяк» МакКейб                   |
| 1991      | Гудзонский ястреб                                     | Hudson Hawk                                             |                                            | Рассказчик                                           |

### Режиссёр
| Год       | Название                        | Оригинальное название           | Примечание              |
| --------- | ------------------------------- | ------------------------------- | ----------------------- |
| 1955      | Дорожный патруль                | Highway Patrol                  | Телесериал (1 эпизод)   |
| 1958      | Мишень                          | Target                          | Телесериал (1 эпизод)   |
| 1959      | Всадники Маккензи               | Mackenzie’s Raiders             | Телесериал (1 эпизод)   |
| 1959      | Отважное предприятие            | Bold Venture                    | Телесериал (6 эпизодов) |
| 1959      | Стрелок                         | The Rifleman                    | Телесериал (1 эпизод)   |
| 1959      | Грубые всадники                 | The Rough Riders                | Телесериал (1 эпизод)   |
| 1959-1960 | Этот человек Доусон             | This Man Dawson                 | Телесериал (9 эпизодов) |
| 1959-1960 | Территория надгробных плит      | Tombstone Territory             | Телесериал (6 эпизодов) |
| 1959-1961 | Бэт Мастерсон                   | Bat Masterson                   | Телесериал (4 эпизода)  |
| 1960      | Под замком                      | Lock-Up                         | Телесериал (2 эпизода)  |
| 1960      | Люди в космос                   | Men into Space                  | Телесериал (2 эпизода)  |
| 1960      | Клондайк                        | Klondike                        | Телесериал (2 эпизода)  |
| 1960-1961 | Дело опасного Робина            | The Case of the Dangerous Robin | Телесериал (3 эпизода)  |
| 1961      | Акванавты                       | The Aquanauts                   | Телесериал (1 эпизод)   |
| 1961      | Шоссе 66                        | Route 66                        | Телесериал (1 эпизод)   |
| 1961      | Обнажённый город                | Naked City                      | Телесериал (3 эпизода)  |
| 1961-1962 | Цель: коррупционеры!            | Target: The Corruptors!         | Телесериал (8 эпизодов) |
| 1962      | Святые и грешники               | Saints and Sinners              | Телесериал (1 эпизод)   |
| 1962-1963 | Есть оружие – будет путешествие | Have Gun-Will Travel            | Телесериал (6 эпизодов) |
| 1962-1963 | Истории журнала «True»          | GE True                         | Телесериал (22 эпизода) |
| 1963      | Сансет стрип, 77                | 77 Sunset Strip                 | Телесериал (6 эпизодов) |
| 1963      | Человек из Галвестона           | The Man from Galveston          |                         |
| 1963-1964 | Темпл Хьюстон                   | Temple Houston                  | Телесериал (5 эпизодов) |
| 1963-1971 | Дымок из ствола                 | Gunsmoke                        | Телесериал (2 эпизода)  |
| 1965      | Двое на гильотине               | Two on a Guillotine             |                         |
| 1965      | Моя кровь стынет                | My Blood Runs Cold              |                         |
| 1965      | Мозговой шторм                  | Brainstorm                      |                         |
| 1981      | Интермедия                      | Side Show                       | Телефильм               |

### Продюсер
| Год       | Название            | Оригинальное название | Примечание                          |
| --------- | ------------------- | --------------------- | ----------------------------------- |
| 1957      | Путь обратно        | The Way Back          |                                     |
| 1959-1960 | Этот человек Доусон | This Man Dawson       | Телесериал (19 эпизодов)            |
| 1960-1961 | Клондайк            | Klondike              | Телесериал (6 эпизодов)             |
| 1963-1964 | Сансет стрип, 77    | 77 Sunset Strip       | Телесериал (21 эпизод)              |
| 1965      | Двое на гильотине   | Two on a Guillotine   |                                     |
| 1965      | Моя кровь стынет    | My Blood Runs Cold    |                                     |
| 1965      | Мозговой шторм      | Brainstorm            |                                     |
| 1966      | Американская мечта  | An American Dream     |                                     |
| 1967      | Первый в бою        | First to Fight        |                                     |
| 1967      | Сделка со смертью   | A Covenant with Death |                                     |
| 1967      | Крутые              | The Cool Ones         | Исполнительный продюсер             |
| 1967      | Чубаско             | Chubasco              |                                     |
| 1968      | Обратный отсчёт     | Countdown             | Исполнительный продюсер             |
| 1968      | Заказ на убийство   | Assignment to Kill    | Исполнительный продюсер             |
| 1980      | Таддеуш Смит        | Turnover Smith        | Телефильм (исполнительный продюсер) |